# Jo Tessem
Jo Tessem (Ørland, 28 februari 1972) is een Noors betaald voetballer die als aanvallende middenvelder speelt. In Engeland is hij bekend van zijn periode bij Southampton. Sinds 2018 speelt hij voor de Engelse amateurclub Hythe & Dibden. Tessem kwam van 2001 tot 2004 negen keer uit voor het Noors voetbalelftal.

## Biografie
De boomlange Tessem begon naam te maken als aanvaller van FC Lyn Oslo en Molde FK op eigen bodem. Tessem scoorde 45 doelpunten van 1994 tot 1999. In 1999 verhuisde hij naar de Engelse Premier League, waar hij voor Southampton tekende. Southampton betaalde £ 600.000,- voor hem aan Molde FK. Het hoogtepunt van de Noor bij The Saints was het bereiken van de finale van de FA Cup in 2003. Southampton verloor met 1–0 van Arsenal door een goal van de Fransman Robert Pirès.
In 2005, toen de club onder leiding stond van Harry Redknapp, verliet hij de club. Tessem kwam even op huurbasis uit voor zijn oude club Lyn Oslo en de Engelse tweedeklasser Millwall. In 2008 speelde Tessem nog even voor AFC Bournemouth. De Noor werd bij Southampton omgevormd tot aanvallende middenvelder en op die positie speelde hij tot het einde van zijn profcarrière in 2010. Even keerde hij terug naar Lyn Oslo. Vanaf dat jaar bouwde Tessem af en werd actief als amateur bij clubs als Eastleigh FC en Totton & Eling FC. Sinds 2018 komt de offensieve Noor, dan al 46 jaar oud, uit voor Hythe & Dibden FC op het negende niveau in Engeland.